# Castelbajac
Castelbajac är en kommun i departementet Hautes-Pyrénées i regionen Occitanien i sydvästra Frankrike. Kommunen ligger i kantonen Galan som tillhör arrondissementet Tarbes. År 2022 hade Castelbajac 137 invånare.

## Befolkningsutveckling
Antalet invånare i kommunen Castelbajac
| Referens: INSEE |